# 아즈마촌 (도치기현)
아즈마촌(吾妻村)은 도치기현의 남서부, 아시카가군에 속했던 촌이다. 군마현과 인접했다.

## 역사
- 1889년 4월 1일 - 정촌제 시행에 의해 아시카가군 아즈마촌이 성립하였다.
- 1955년 1월 1일 - 사노시에 편입해 소멸하였다.